# Flétan du Groenland
Reinhardtius hippoglossoides
Genre
Espèce
Le flétan du Groenland (Reinhardtius hippoglossoides) est une espèce de poissons plats de la famille des Pleuronectidae. C'est la seule espèce de son genre Reinhardtius (monotypique).

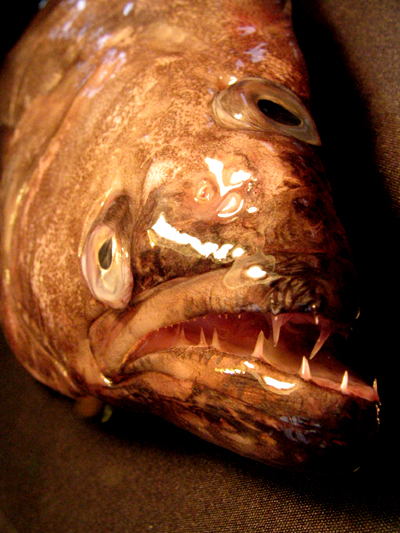
Sourire de flétan du Groënland : les yeux sont normalement proéminents (îles-de-la-Madeleine 2006)

## Noms
Le flétan du Groenland est aussi appelé turbot, flétan noir, flétan bleu, petit flétan, turbot de Terre-Neuve ou turbot du Groenland, à ne pas confondre avec le turbot des Français (Scophthalmus maximus) ou le turbot (en anglais) des Américains (Hippoglossus stenolepis) ! En anglais, on retrouve à peu près les noms correspondants, avec aussi Northern Turbot et American Turbot.

## Aire de répartition
- Le flétan du Groenland qui préfère les eaux froides et profondes des régions septentrionales des océans Pacifique et Atlantique, est plus abondant à proximité des stocks importants de crevette nordique du Canada.
- Dans le Pacifique, le territoire de ce flétan suit les îles Aléoutiennes et s'étend au sud du détroit de Béring sur le plateau continental, davantage du côté de l'Alaska que du côté de la Russie. On trouve quelques flétans du Groenland près de la côte ouest nord-américaine. Les œufs et les larves pélagiques se concentrent près de l'île Unalaska et de la fin de l'archipel aléoutien.
- Dans l'Atlantique Nord-Est et l'Arctique, son territoire suit la côte sud-est du Groenland pour rejoindre l'Islande, puis le nord des Îles Britanniques et, en discontinuité, est au nord de la Norvège, autour de l'île Spitzberg.
- Dans l'Atlantique Nord-ouest, on le retrouve à l'ouest du Groenland et de l'est de l'île de Baffin jusqu'au large de la Nouvelle-Écosse en passant par l'est de Terre-Neuve et le golfe du Saint-Laurent et son estuaire. À l'approche de sa maturité, il semble migrer en grand nombre vers le détroit de Davis. On peut trouver des flétans du Groenland en petit nombre à des profondeurs inférieures à 100 mètres, mais la plupart d'entre eux sont capturés entre 200 et 600 mètres près des fonds marins mous. Cependant, dans la partie sud de leur aire de distribution, ils vont jusqu'à 1 500 mètres de profondeur. La température d'eau optimale pour l'espèce varie entre 1 et 3 °C. D'ordinaire, il peut tolérer une large gamme de températures, mais il y est plus sensible pendant sa phase de reproduction.

## Description
Tout comme le flétan (flétan de l'Atlantique ou flétan blanc), le flétan du Groenland est un grand poisson plat pêché dans l'est du Canada. Il s'en distingue facilement sur plusieurs points :
- quoiqu'il soit moins massif, beaucoup plus court et plus délicat (maxima de 1,2 m et de 25 kg), ses mâchoires et ses dents sont plus développées ;
- sa ligne latérale est plutôt droite ;
- ses yeux sont plus écartés ;
- sa peau brune est moins lisse et plus sombre ;
- sa chair plus blanche, au parfum plus subtil, est beaucoup plus tendre.

Particularité étrange au premier abord de ce poisson, il possède des otolithes (pierres d'oreilles suivant la croissance de l'individu) de bonne taille, dont la paire prédominante présente une forte asymétrie et des formes variées.

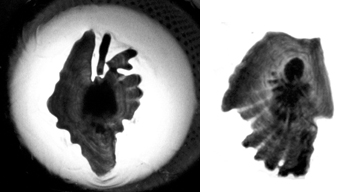
Paire d'otolithes (sagittae) appartenant au même individu (îles de la Madeleine 2006)

### Sur l'asymétrie du flétan du Groenland
Normalement, les poissons plats de l'Atlantique Nord sont dextres et ont donc les deux yeux du côté droit, qui est aussi la face supérieure et pigmentée, et le côté gauche et aveugle plus plat et plus pâle. Toutefois, chez le flétan du Groenland, l'œil gauche n'a pas complètement migré sur le côté droit et il est situé sur le bord supérieur du front. En outre, la face aveugle n'est pas blanche, mais d'un gris sombre alors que l'autre face est presque noire.
Enfin, le poisson n'est pas parfaitement symétrique de sorte que certains membres de l'espèce, (les petits poissons qui se tiennent le plus souvent dans les profondeurs moyennes de l'océan au lieu de nager au-dessus du fond) ont été observés avec la nageoire dorsale vers le haut. Ces caractéristiques spéciales rendent le turbot du Groenland exceptionnellement mobile et la position de l'œil gauche lui donne un champ de vision plus grand que celui de la plupart des poissons plats.

## Biologie
- Un seul poisson peut pondre jusqu'à 160 000 œufs, qui dérivent à moyenne profondeur pendant quelques semaines, puis remontent sous forme de larves à la surface où ils sont emportés par les courants. Dans le golfe du Saint-Laurent, les exemplaires mûrs se regroupent et fraient en hiver dans le chenal Laurentien au large de la pointe sud-ouest de Terre-Neuve. Les jeunes se rendent ensuite dans des aires de croissance sur la côte nord de l'île d'Anticosti où de petits crustacés leur assurent une nourriture abondante. À une taille de 45 cm, les flétans du Groenland ont 6 ou 7 ans. C'est alors que les mâles mettent davantage leur énergie de croissance dans leurs fonctions reproductives. Il en résulte que les mâles sont limités à l'âge de 12 ans et à la taille de 90 cm, contrairement aux femelles, qui vivent jusqu'à 20 ans et peuvent mesurer 1,2 m.
- Au fil de sa croissance, le flétan du Groenland mange de petits crustacés, comme la crevette, de petits poissons, comme le capelan, puis de plus grosses proies, tels la morue, le calmar, le sébaste et même d'autres flétans du Groenland ! Le contenu trouvé dans les estomacs de ce poisson montre sa voracité, il peut engloutir des poissons à peine plus petits que lui. Parmi ses prédateurs autres que lui-même, on trouve la morue, le saumon, la laimargue (requin), les diverses espèces de phoques, le narval et le béluga.
- La chair du flétan du Groenland contient très peu de petits vers parasites (nématodes) classiques, même s'il peut être l'hôte de vers plus gros, appelés « vers de turbot », qui vivent dans sa bouche et son tube digestif.

## Pêche
Pêché depuis longtemps à Terre-Neuve, il est pêché au chalut à panneaux, à la palangre et au filet maillant. À cause de la grande distance entre les zones de pêche et les usines de transformation, on congèle souvent le flétan du Groenland en mer. Ce sont des usines de la Nouvelle-Écosse et de Terre-Neuve qui effectuent la plus grande partie de la transformation. Le produit se présente surtout étêté et éviscéré (frais ou congelé), mais aussi sous plusieurs autres formes : filets dépouillés et sans arêtes (frais ou congelés, plusieurs tailles), blocs et produits traités (fumés ou salés).

## Alimentation
La chair grasse du flétan du Groenland est structurée en d'infimes flocons qui donnent à la chair cuite quasiment la tendreté du beurre. C'est une chair blanche au parfum délicat, qui incorpore très bien les assaisonnements et les marinades. Le goût et la texture de ce flétan conviennent particulièrement bien au fumage à froid : c'est un produit fin aussi recherché que la morue charbonnière.
Les Japonais achètent le poisson entier ; ils le servent en sushi et en sashimi, ou le font mariner et griller.
Les Nord-Américains préfèrent la présentation traditionnelle des poissons plats, où le filet est enroulé autour d'une farce au crabe, ou encore le flétan noir poché au vin blanc avec garniture de crevettes. Les joues de ce poisson en constituent une délicieuse petite partie.
Le filet de flétan du Groenland contient 38 % de protéines, 24 % d'acides gras (dont 5 % d'acides gras saturés) et 2,3 % d'Oméga-3. C'est également une excellente source de potassium, de sélénium et de vitamine D.